# Lacerda Franco
Antônio de Lacerda Franco (Itatiba, 13 de junho de 1853 — São Paulo, 19 de maio de 1936) foi um político brasileiro, tendo sido senador da república entre 1924 a 1930. Filho do barão de Araras e de sua prima Manuela Assis de Cássia Franco.
Transferindo-se muito jovem para Araras, aí se dedicou à agricultura e à política local. Ardoroso defensor das idéias republicanas fundou nessa cidade, o Partido Republicano, sendo eleito vereador e presidente da câmara em várias legislaturas. Logo após proclamada a República veio para a capital paulista e fez parte da Comissão Permanente do Partido a que se filiara definitivamente. 
Eleito senador estadual em 1892, conservou-se nesse posto por longos anos, só o deixando quando eleito para a senadoria federal. Fora da política agiu sempre com grande eficiência, fundando e presidindo o Banco União, a Companhia Telefônica Brasileira e cooperando para a fundação da Escola de Comércio Alvares Penteado e do Conservatório Dramático e Musical. Presidiu ainda várias companhias industriais e dirigiu o "Correio Paulistano". À Santa Casa de Misericórdia prestou notáveis serviços como mesário, escrivão e provedor, cargos que desempenhou sucessivamente desde 1894 até os últimos dias de sua vida.
Fundou em Sorocaba a fábrica têxtil Votorantim, que, em 1917, após a falência do Banco União, foi adquirida em leilão pelo português António Pereira Inácio e pelo italiano Nicola Scarpa. Naquele mesmo ano, Scarpa vendeu sua quota-parte a Pereira Inácio, que seria em 1925 substituído pelo seu genro, José Ermírio de Morais.